# Oxypyge varicolor
Oxypyge varicolor är en mångfotingart som beskrevs av Filippo Silvestri 1896. Oxypyge varicolor ingår i släktet Oxypyge och familjen Rhinocricidae. Inga underarter finns listade i Catalogue of Life.